# Sinostosis espondilocarpotarsal
La sinostosis espondilocarpotarsal es una rara enfermedad de origen genético que se clasifica como una displasia del esqueleto. Es hereditaria según un patrón autosómico recesivo y está provocada por una mutación en el gen de la filamina B (FLNB) situado en el cromosoma 3 humano (3p14), dicho gen codifica la proteína filamina B. Los síntomas principales consisten en fusiones de las vértebras, y de los huesos del carpo y tobillo. La columna vertebral adopta un aspecto en barra, sin segmentación, existe también escoliosis y baja estatura. Se han descrito casos que comparten las características fenotípicas del síndrome sin detectarse la mutación en el gen de la filamina, por lo que esta entidad podría ser genéticamente heterogénea.